# フロリダ東海岸鉄道
フロリダ東海岸鉄道（Florida East Coast Railway）は、アメリカ合衆国のフロリダ州にある貨物鉄道。二級鉄道に分類されている。親会社は2017年以降メキシコの鉱山企業グルポ・メヒコである。石灰岩とコンテナ輸送が主体である。

## 歴史

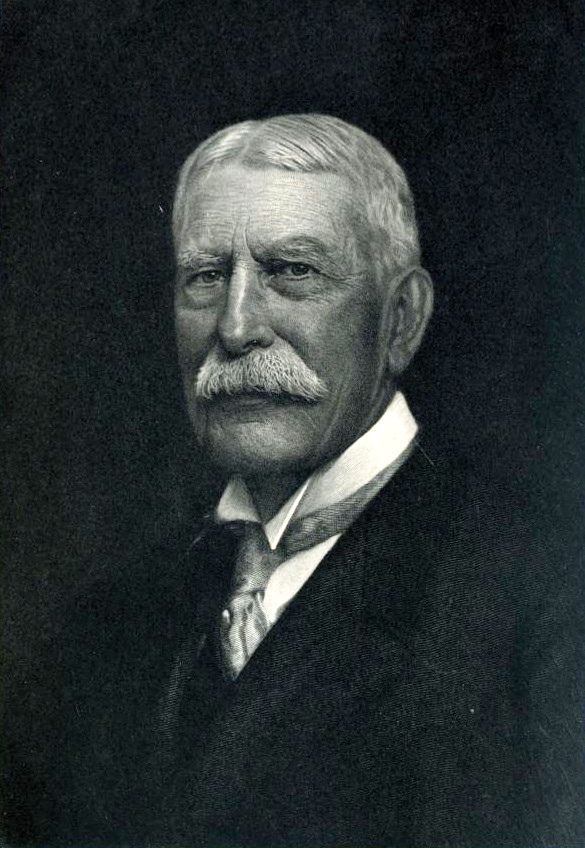
ヘンリー・フラグラー

「フロリダの不動産王」と呼ばれたヘンリー・フラグラー（en:Henry Flagler）によって1885年に設立された。フラグラーはジャクソンビルを起点に線路を南に伸ばし沿線にホテルや別荘、分譲住宅を建設した。売れ行きは好調でフラグラーは莫大な利益を手に入れた。1896年に線路はマイアミに到達した。
1905年、フラグラーは鉄道をキーウェストまで延伸する工事を開始した。当時はパナマ運河が建設中であり、完成すればカリブ海の海上輸送は急増すると予想されていた。キーウェストは地理的に有利な位置にあり、大きな利益が期待できると考えた。しかし、海上に高架橋を構築する必要があり技術的に難しい工事となった。
1912年に鉄道はキーウェストに到達した。この区間は「オーバーシーズ鉄道」（海上鉄道）と命名され、全米で盛んに宣伝された。1914年にはパナマ運河が開通したが、キーウェストは物流拠点にはならなかった。キーウェスト港の設備はマイアミ港やタンパ港に比べて貧弱だった。

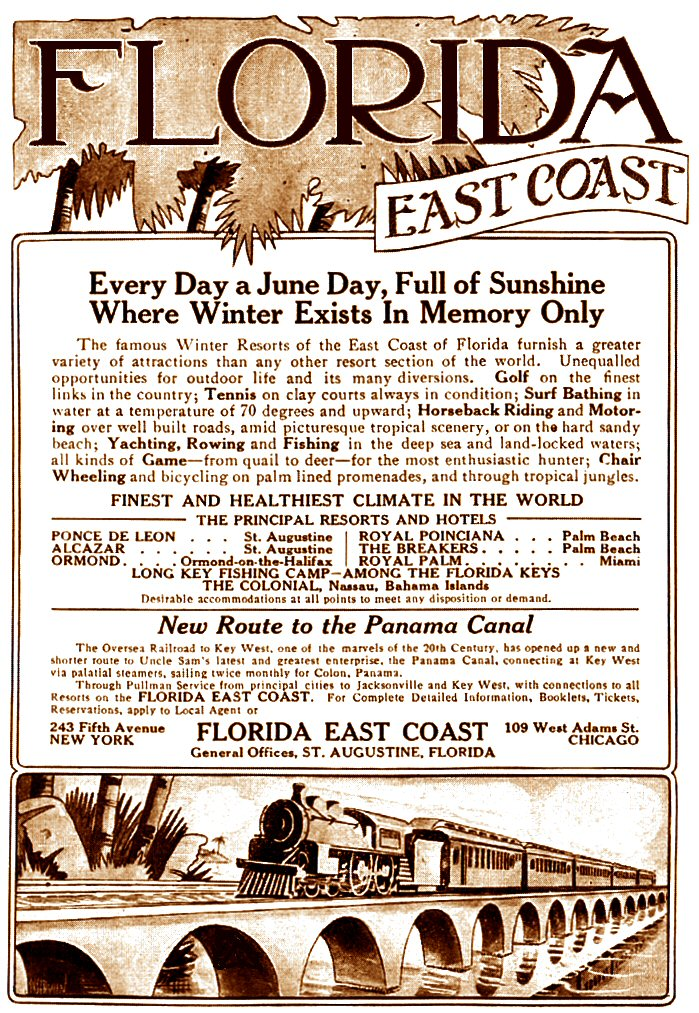
1913年の広告

1935年に超大型のハリケーン（en:1935 Labor Day hurricane）によってオーバーシーズ鉄道は壊滅的な被害を受けた。フロリダ東海岸鉄道はオーバーシーズ鉄道の復旧を断念した。幸いにもフロリダ州が買い取り、道路として再生することになった。名称は「オーバーシーズ・ハイウェイ」に変更された。
第二次世界大戦後、自家用車の普及により鉄道の利用者は急速に減少した。さらに従業員の度重なるストライキにも悩まされた。旅客輸送は赤字となり1968年に運行を停止した。フロリダ東海岸鉄道は貨物鉄道として存続した。当初は一級鉄道に分類されていたが、1992年に二級鉄道に格下げされた。
高速列車ブライトラインがフロリダ東海岸鉄道を利用して運行することになり運行区間が複線化された。コストを抑えるため電化は行われなかった。駅は全て新築された。
ブライトラインは2018年に開業した。運行は毎時1本が標準である。列車はマイアミ中央駅から海岸に沿って北上しブレバード郡のココア市内で分岐し西に向きを変える。高速新線に入り時速200キロメートルで走行し、内陸部のオーランド国際空港駅に到着する。